# Stabben
Der Stabben (norwegisch für Stumpf) ist ein markanter Berg im antarktischen Königin-Maud-Land. Er ragt unmittelbar nördlich der Mayrkette im nördlichen Teil der Gjelsvikfjella auf.
Erste Luftaufnahmen des Berges entstanden bei der Deutschen Antarktischen Expedition 1938/39 unter der Leitung des Polarforschers Alfred Ritscher. Norwegische Kartografen, welche den Berg auch benannten, nahmen anhand von Luftaufnahmen und Vermessungen der Norwegisch-Britisch-Schwedischen Antarktisexpedition (1949–1952) und Luftaufnahmen der Dritten Norwegischen Antarktisexpedition (1956–1960) eine Kartierung vor.